# 900-ті
Раннє Середньовіччя •  Епоха вікінгів •  Золота доба ісламу •  Реконкіста

## Геополітична ситуація
У Візантії правив Лев VI. Великими державами Західної Європи були Західне Франкське королівство, Східне Франкське королівство, Бургундія, Італійське королівство. Апеннінський півострів був розділений між численними державами: Італійським королівством франків, Папською областю, Візантією, незалежними герцогствами й землями, захопленими сарацинами. Більшу частину Піренейського півострова займав Кордовський емірат, на північному заході лежало християнське королівство Астурія, Іспанська марка була буферною зоною між Західним Франкським королівством та Аль-Андалусом. Тривали походи вікінгів на Західну Європу. Англія була розділена між данським Данелагом та королівством Вессекс. Існували слов'янські держави Перше Болгарське царство, Богемія, Моравія, Приморська Хорватія, Київська Русь. Мадяри утвердилися в Паннонії і поклали край існуванню Великої Моравії.
В Аббасидському халіфаті тривав занепад і розпад. Завершилося правління династії Тан у Китаї. Значними державами на території Індії були Пала, Пратіхара, Чола. В Японії тривав період Хей'ан. У степах між Азовським морем та Аралом існував Хазарський каганат.
Територію лісостепової України контролювала Київська Русь. У Північному Причорномор'ї співіснують різні кочові племена, зокрема хозари, печеніги, алани, угри, кримські готи. Херсонес Таврійський належав Візантії.

## Події
- 907 року Віщий Олег пішов у похід через територію хозарів на Табаристан. Попри початковий успіх, руси зустріли відсіч і мусили відступити.
- Мадяри поклали край існуванню Великої Моравії, від якої залишилося тільки невелике залежне князівство Моравія.
- Завершилося правління династії Тан у Китаї. Китай розпався на кілька незалежних ванств. Цей період отримав в історії назву періоду п'яти династій і десяти держав.
- Фатіміди вибили аглабідів із Іфрикії. Аббасидський халіфат дещо поправив своє положення, отримавши перемоги над Тулунідами в Єгипті та карматами, однак фінансова ситуація залишалася важкою. При малолітньому халіфі аль-Муктадірі фактичну владу захопив євнух-полководець Муніс, проголосивши себе еміром над емірами.
- В Англії Вессекс під проводом Едварда Старшого почав відвойовувати землі у данів.
- Спроба Людовика III захопити Італію завершилася невдало. Попри те, що його оголосили імператором, Беренгар I полонив і осліпив його, перш ніж відіслати в Прованс.
- В Італії розпочалося масове спорудження замків — інкастеламенто.
- 900—903 — понтифікат Папи Бенедикта IV;
- 903 — понтифікат Папи Лева V;
- 904 — початок понтифікату Папи Сергія III;
- Розпочався період в історії римської церкви, який називають порнократією. У цей час Папи Римські перебували під сильним впливом графів Тускулумських.